# Lorenza Mario
Lorenza Mario (Camposampiero, 9 ottobre 1969) è una ballerina, showgirl e attrice italiana.

## Biografia
Diplomata all'ISEF, già dopo aver conseguito la maturità linguistica, inizia a lavorare come ballerina nella compagnia Veneto Balletto di Padova, con la quale vince il premio Vignale Danza nel 1986, e a teatro, dove nel 1990 esordisce nella commedia La sorpresa dell'amore di Pierre de Marivaux. Nei primi anni novanta inizia la sua carriera televisiva che la porterà a diventare una delle più ammirate e popolari showgirl del piccolo schermo, protagonista di molti programmi ed eventi televisivi.
L'esordio avviene con la partecipazione come ballerina in Acqua calda (1992, per la regia di Gino Landi e condotto da Nino Frassica e Giorgio Faletti) e ne Il grande gioco dell'oca (1993, ideato e diretto da Jocelyn Hattab, con la conduzione di Gigi Sabani, Jo Squillo e Simona Tagli), entrambi su Rai 2. 
Successivamente partecipa, come prima ballerina in coppia con Matilde Brandi, a due edizioni di Buona Domenica (Canale 5), con la conduzione di Gerry Scotti e Gabriella Carlucci, nel 1995 a Re per una notte (Italia 1), condotto da Gigi Sabani e nel 1996 Fantastica italiana (Rai 1), condotto da Paolo Bonolis. Nello stesso anno conduce il "Giro giro Fiat, l'evento più importante legato al Giro d'Italia con Giorgio Faletti e Andrea Mingardi.
Nel 1996 viene scelta come prima donna dello spettacolo de Il Bagaglino Rose Rosse di Pier Francesco Pingitore, con Pippo Franco, Leo Gullotta, Oreste Lionello su Canale 5 dove viene accompagnata nella danza da Raffaele Paganini e André De La Roche, ruolo che mantiene anche nel 1997 nel successivo Viva l'Italia accompagnata da Fabrizio Mainini, e per una serata in Viva le italiane, sempre su Canale 5. 
Negli stessi anni partecipa all'operetta teatrale Al Cavallino bianco al Teatro Massimo di Palermo, con Daniela Mazzuccato, Ernesto Calindri, Peppe Barra e Lauretta Masiero regia Filippo Crivelli e, sempre per il Teatro Massimo, nell'estate del 1997 partecipa a Orfeo all'inferno per la regia di Vito Molinari. Sempre nel 1997 recita al fianco di Raimondo Vianello e Sandra Mondaini nel film Delitto al circo della serie TV I misteri di Cascina Vianello in onda in prima serata su Canale 5.
Nel 1997 è chiamata a svolgere il ruolo di presidente di giuria di Miss Italia, insieme a Pier Francesco Pingitore. Nel 1998 torna in Rai, a Domenica In, dove al ruolo di prima ballerina affianca quello di conduttrice insieme a Tullio Solenghi, Giancarlo Magalli, Elisabetta Ferracini e Anna Falchi. Durante la trasmissione viene chiamata per partecipare al musical Tributo a George Gershwin, a fianco di Christian De Sica, Manuel Frattini, Monica Scattini e Paolo Conticini, ruolo che manterrà fino al 2001. Nel 2000 recita in Provincia segreta 2 per la regia di Francesco Massaro con Andrea Giordana, una miniserie Rai trasmessa da Rai Uno. Nello stesso anno partecipa, con molti altri artisti legati al Bagaglino, a La casa delle beffe, produzione televisiva con la regia di Pier Francesco Pingitore, con Pippo Franco e Kaspar Capparoni, trasmessa sulle reti Mediaset. Nell'estate 2001 è protagonista nello spettacolo Les Mariés de la Tour Eiffel - à Paris di Micha van Hoecke, insieme a Gilbert Bécaud, Carol Arbo, Desmond Richarson.
Nella stagione 2002-03 è in tournée insieme a Gianfranco Jannuzzo e Paola Quattrini, con la commedia musicale del Teatro Sistina È molto meglio in due, con le coreografie di Gino Landi e la regia di Pietro Garinei e musiche originali di Claudio Mattone. Nel 2004 interpreta Velma Kelly nel musical Chicago, insieme a Luca Barbareschi e Maria Laura Baccarini, regia di Scott Farris e adattamento italiano di Giorgio Calabrese. Nell'autunno 2007 è a teatro con la commedia musicale L'altro lato del letto (ispirato all'omonimo film spagnolo), insieme a Vittoria Belvedere, Augusto Fornari e Michele La Ginestra. Nel 2008 inizia a girare nei teatri con la commedia Facciamo l'amore di Norman Krasna, della quale è regista ed attore, al suo fianco, Gianluca Guidi e del cui cast fa parte anche Enzo Garinei.
Nel 2010 gira nei teatri italiani insieme a Fabio Ferrari, Gianluca Ramazzotti, Miriam Mesturino e Raffaele Pisu, con la commedia Chat a due piazze di Ray Cooney. Nel 2011 e 2012 è protagonista con Corrado Tedeschi della tournée del Musical Le relazioni pericolose, con la regia di Giovanni De Feudis, tratto dall'omonimo romanzo di Pierre-Ambroise-François Choderlos de Laclos del 1782. Nel 2015 è protagonista della commedia musicale DIVA, l'amore va in scena di Renato Giordano (che cura la regia), insieme a Massimiliano Cavallari (dei Fichi d'India) e Francesco Capodacqua. Nel 2016 è concorrente del programma Tale e quale show in prima serata su Rai Uno, dove accede alla finale e disputando nel 2017 il “Torneo dei Campioni“ vincendo la prima delle tre puntate con l'interpretazione del brano I Say a Little Prayer di Dionne Warwick. Nel 2018 tiene la Masterclass sul Musical ad Amici di Maria De Filippi su Canale 5. Nel 2018 debutta con il suo primo progetto discografico, con il singolo È così che io vorrei, prodotto dalla Lead Records. Nel 2019 esce con il secondo singolo Non eri tu con la medesima produzione.
Nel 2019 - 2020 affianca Gianluca Guidi, che ne cura anche la regia, interpretando il ruolo di Consolazione in Aggiungi un posto a tavola, la più popolare commedia musicale di Garinei e Giovannini scritta con Iaia Fiastri, coreografie di Gino Landi, musiche di Armando Trovajoli, scene e costumi di Giulio Coltellacci.
Nel 2021 è la protagonista dello spettacolo varietà Cocktail con il quale inaugura la riapertura post Covid del Teatro "Al Massimo" di Palermo, regia di Marco Simeoli 
Nel 2022 riprende la tournèe Nazionale di Aggiungi un posto a Tavola, regia di Gianluca Guidi.
Nel 2023 e 2024 gira nei Teatri Italiani insieme a Benedicta Boccoli e Stefano Artissunch con la commedia Le Preziose Ridicole, liberamente tratta da Molière, regia di Stefano Artissunch.
Nel 2023, 2024 e 2025 è in tournèe Nazionale nel ruolo di Miss Bell nel Musical FAME, Saranno Famosi insieme a Barbara Cola, Garrison Rochelle e Stefano Bontempi, regia di Luciano Cannito.
Nel 2025 è una delle Dive concorrenti del programma del sabato sera su RAI UNO condotto da Carlo Conti, Ne Vedremo delle Belle, di cui risulta vincitrice del programma.

### Vita privata
È stata sposata con il tenore Alessandro Safina, da cui ha avuto un figlio nel luglio 2002. Dal 2011 il suo compagno è il noto imprenditore Federico Piron.

## Filmografia

### Televisione
- I misteri di Cascina Vianello, regia di Gianfrancesco Lazotti – miniserie TV, episodio 4 (1997)
- Provincia segreta 2 - I delitti della casa sul fiume, regia di Francesco Massaro – miniserie TV (1998)
- La casa delle beffe, regia di Pierfrancesco Pingitore – miniserie TV (2000)

### Doppiaggio
- Danielle Proulx in C.R.A.Z.Y. (2005)
- Jacqueline Follet in Il diavolo veste Prada (2006)

## Teatro
- La sorpresa dell'amore, regia di Sandro Sequi
- Al cavallino bianco, regia di Filippo Crivelli
- Il Bagaglino - Viva l'Italia, regia di Pier Francesco Pingitore
- Orfeo all'inferno, regia di Vito Molinari
- Tributo a George Gerswin, regia di Franco Miseria
- Les Mariees de la Tour Eiffel à Paris, regia di Micha van Hoecke
- È molto meglio in due, regia di Pietro Garinei
- Chicago, adattamento italiano di Giorgio Calabrese, per la regia di Walter Bobbie
- L'altro lato del letto, regia e adattamento italiano di Marioletta Bideri e Stefano Messina
- Facciamo l'amore, regia di Gianluca Guidi
- Chat a due piazze, regia di Gianluca Guidi
- Le Relazioni Pericolose musical, regia di Giovanni De Feudis
- Diva, l'amore va in scena, regia di Renato Giordano
- Aggiungi un posto a tavola, regia di Gianluca Guidi
- Le preziose ridicole (liberamente tratto da Molière), regia di Stefano Artissunch[7]
- FAME Saranno Famosi il musical, regia di Luciano Cannito

## Programmi televisivi
- Acqua calda (Rai 2, 1992-1993) Ballerina
- Il grande gioco dell'oca (Rai 2, 1993) Ballerina
- Buona Domenica (Canale 5, 1993-1995) Ballerina e Prima ballerina
  - Quelli di Buona Domenica in Partita Finale (Canale 5, 1994)
- Re per una notte (Italia 1, 1995) Prima ballerina
  - Re per una notte VIP (Italia 1, 1995) 
  - Re per una notte Bambini (Italia 1, 1995)
- Fantastica italiana (Rai 1, 1995-1996) Prima ballerina
- Rose rosse (Canale 5, 1996) Primadonna
- Viva l'Italia (Canale 5, 1997)  Primadonna
- Viva le italiane (Canale 5, 1997)  Primadonna
- Tipi Top (Rete 4, 1997) Conduttrice
- Stelle del Mediterraneo, (Rete 4, 1998) Conduttrice
- Domenica In (Rai 1, 1998-1999)  Co-conduttrice e prima ballerina
- Tale e quale Show (Rai 1, 2016) Concorrente
  -  Tale e quale show - Il torneo (Rai 1, 2017)
- Amici di Maria De Filippi (Canale 5, 2018) Insegnante di musical
- Ne vedremo delle belle (Rai 1, 2025) Concorrente vincitrice

## Discografia

### Singoli
- 2018 - È così che io vorrei - LEAD Records (distribuzione Pirames International)
- 2019 - Non eri tu - LEAD Records (distribuzione Pirames International)